# ヤドヴィガ・ヤギェロンカ (1408-1431)
ヤドヴィガ・ヤギェロンカ（Jadwiga Jagiellonka、1408年4月8日 - 1431年12月8日）は、ポーランド王・リトアニア大公ヴワディスワフ2世の娘。母はその2番目の妻アンナ・ツィレイスカ。

## 生涯
洗礼名は父の最初の妻で共同統治者でもあったヤドヴィガ女王にちなむ。母方の祖母であるツェリェ伯夫人アンナがポーランド王カジミエシュ3世の娘に当たる。母アンナを幼い頃に亡くし、エルジュビェタ・グラノフスカおよびゾフィア・ホルシャンスカの2人の継母の元で育った。一方、母方の祖母アンナは孫娘ヤドヴィガの将来的な地位を考慮し、ポーランド王国内において勢威の伸長を図っていた。1421年、ヤドヴィガはブランデンブルク選帝侯フリードリヒ1世の嗣子フリードリヒ2世の許嫁となった。この婚約には継母ソフィアの産んだ息子ヴワディスワフよりも、ピャスト朝の血筋を引くヤドヴィガを王位継承順位の上位におき、彼女を（夫との共同統治という形で）ヴワディスワフ2世の後継者に据えようとする一部のシュラフタ勢力の思惑があった。しかし1425年に母方の祖母アンナが死ぬと、ヤドヴィガは後ろ盾を失う形となり、その後1431年に没した。継母ゾフィアによる毒殺がまことしやかに囁かれたという。